# Wilkenroth

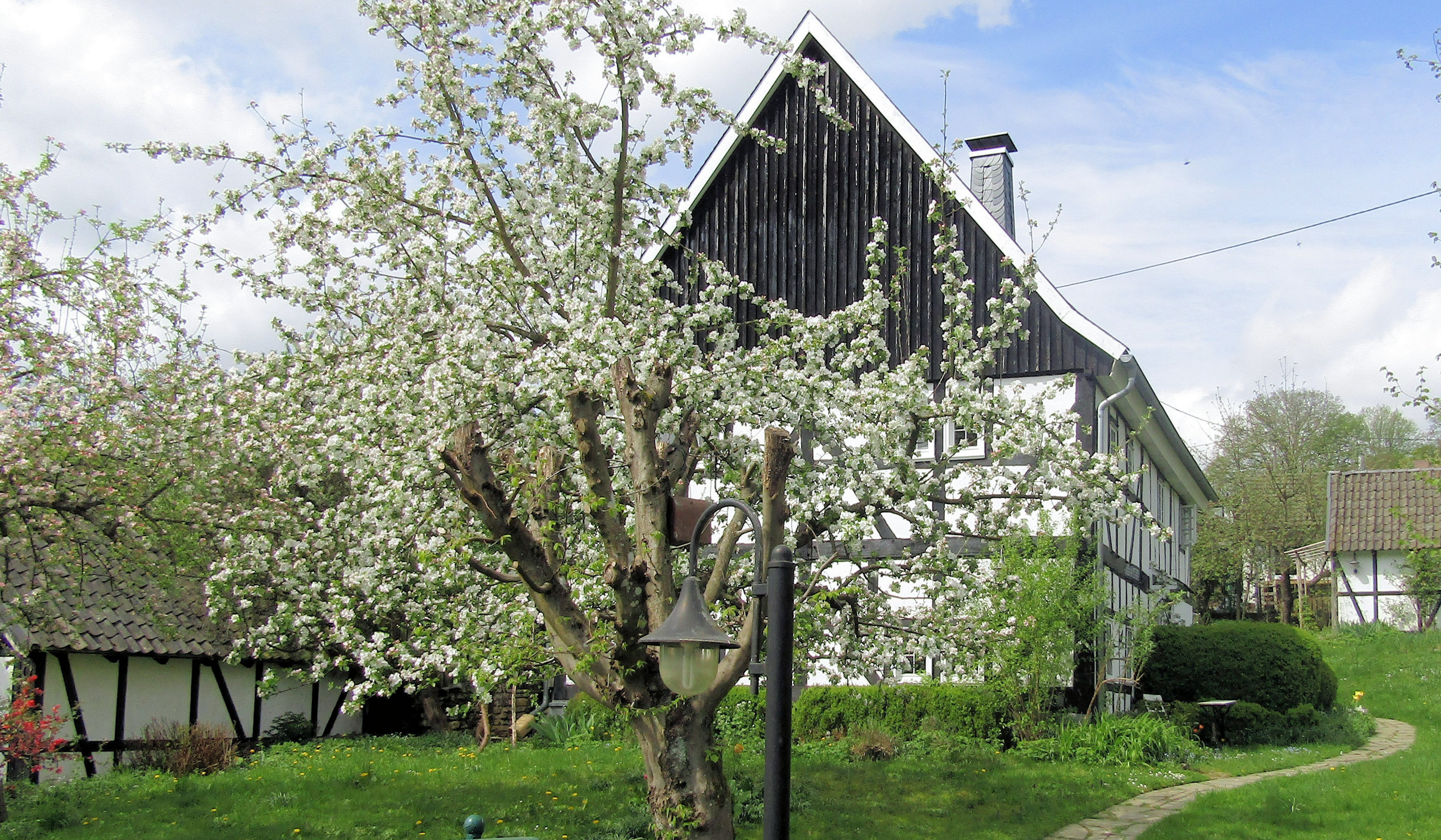
Denkmalgeschütztes Fachwerkhaus Nüchels-Weiher 3

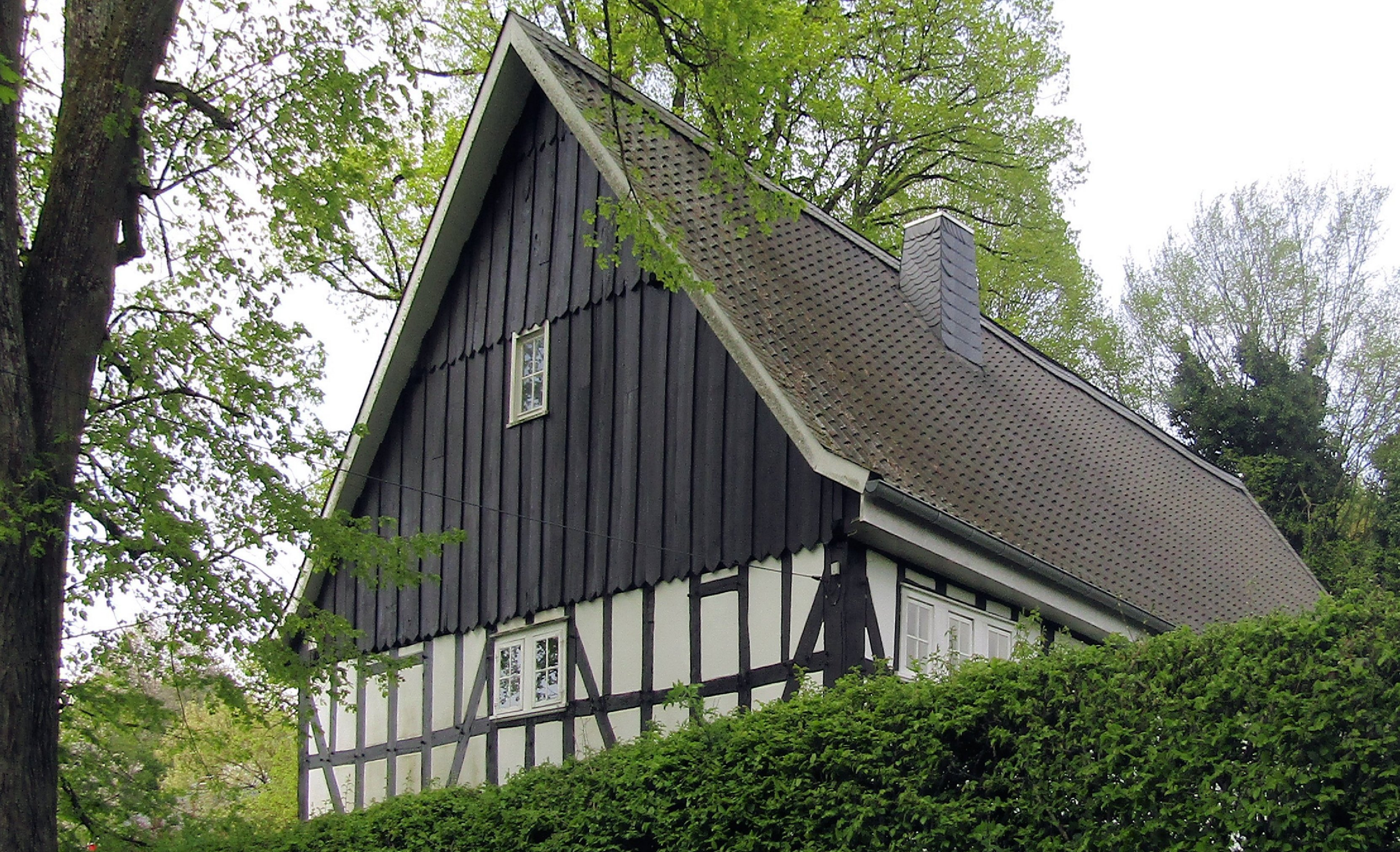
Denkmalgeschütztes Fachwerkhaus Weizenfeld 1

Wilkenroth ist eine Ortschaft in der Stadt Waldbröl im Oberbergischen Kreis im südlichen Nordrhein-Westfalen innerhalb des Regierungsbezirks Köln.
Der Ort liegt 4,5 Kilometer nördlich des Stadtzentrums von Waldbröl.

## Geschichte
1436 wurde der Ort das erste Mal urkundlich erwähnt, und zwar „Verkauf verschiedene Güter an der Bröl und Sieg u. a. Wylkerode.“
Schreibweise der Erstnennung: Wylkerode.
Der Name Wilkenroth stammt von dem Personennamen „Williko“ ab. Die Nachsilbe „roth“ früher „rode“ kommt von Rodung. Es ist anzunehmen, dass der Ort „Willikorode“ in der Rodungsphase (800 – 1000) entstanden ist.

## Persönlichkeiten
- Ferdi Huick (1940–2006) war ein bekannter Redner des Kölner Karnevals. (Bergische Landbote)

## Wettbewerb – Unser Dorf soll schöner werden
Im Rahmen des landesweit ausgetragenen Wettbewerbs Unser Dorf soll schöner werden (Oberberg) hat Wilkenroth bereits viele Preise erhalten:
- Landeswettbewerb 1979 Bronze
- Landeswettbewerb 1981 Silber
- Landeswettbewerb 1983 Silber
- Bundeswettbewerb 1985 Silber
- Landeswettbewerb 1985 Gold
- Landeswettbewerb 1991 Silber
- Landeswettbewerb 1993 Gold
- Landeswettbewerb 2003 Bronze + Bronze, Sonderpreis der Landfrauen
- Kreiswettbewerb 2005 Gold und Sonderpreis gestiftet vom Waldbröler Bürgermeister
- Landeswettbewerb 2006 Silber
- Kreiswettbewerb 2008 Gold
- Landeswettbewerb 2009 Silber[2]

## Verkehrsanbindung
Haltestelle: Wilkenroth
- 311 Waldbröl, Nümbrecht  (OVAG)

## Sonstiges

### Vereine
- Gemeinnütziger Verein Wilkenroth 1924 e. V. mit ihrem Dorfgemeinschaftshaus

### Wander- und Radwege
Der Wanderweg A8 führt durch Wilkenroth, von Niederhof kommend. Des Weiteren gibt es drei Wanderwege A1 bis A3 mit einer Gesamtlänge von etwa 12 Kilometern rund um Wilkenroth.